# スフレ地区
スフレ地区（英語: Soufrière District）は、セントルシアの地区のひとつ。首府はスフレ。

## 隣接行政区画
- カナリアス地区
- アンス・ラ・レイ地区
- カストリーズ地区
- ミクッド地区
- ラボリー地区
- ショゼール地区